# Площадь Ермака
Площадь Ермака́ — площадь в центре Новочеркасска. От неё лучами расходятся Ермаковский и Платовский проспекты и улица Красный Спуск. В центре площади расположен памятник истории и культуры федерального значения Вознесенский кафедральный собор — усыпальница героев Отечественной войны 1812 года: М. И. Платова, В. В. Орлова-Денисова, И. Е. Ефремова. Собор окружают памятники Ермаку, Я. П. Бакланову, М. И. Платову и монумент примирения и согласия. Площадь занимает территорию 7,5 га.

## История

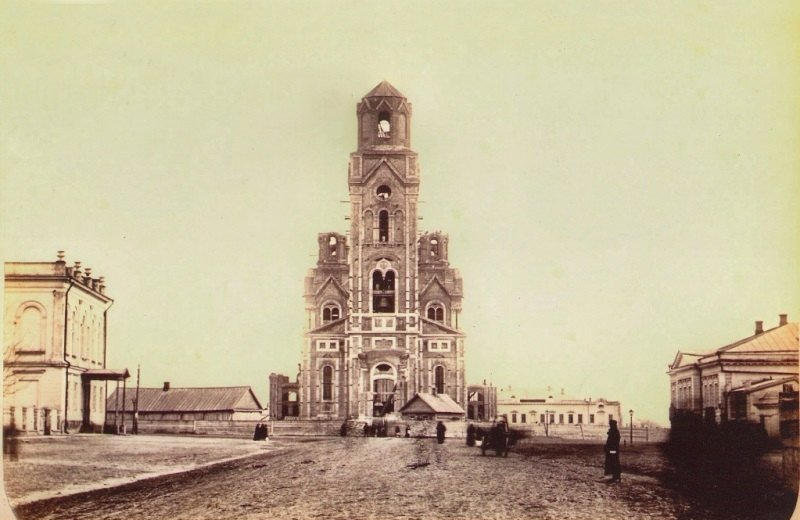
Второй Вознесенский собор на площади Ермака незадолго до обрушения

Площадь Ермака ведёт свою историю с самого зарождения города в 1805 году. История Новочеркасска началась с торжественного заложения Вознесенского собора. Город рос от Соборной площади. Плугами были проложены борозды, отмечавшие первые проспекты, улицы и переулки. 
Вначале на площади была возведена деревянная часовня. Строительство каменного храма продолжалось до 1846 года. Первый проект собора в классическом стиле разработал архитектор А. И. Руска. Здание храма имело кубическое основание, украшенное с трех сторон шестиколонными портиками коринфского ордера, отмечающими входные проемы, алтарный выступ обработан полуколоннами того же ордера. Изящный по форме главный купол с высокой кровлей, фонарём, пластически поддерживался боковыми главками. Фасад собора был рассчитан на главную точку восприятия его с западной стороны Платовского проспекта, откуда начинается широкий разбег площади. На завершающей стадии строительства произошло обрушение части храма при сведении главного купола из-за малой прочности известнякового фундамента. 
Второй храм на этом же месте, но теперь из кирпича, проектировал академик И. О. Вальпреде. Строительство этого собора (1852-1863) также не было завершено, так как снова обрушился главный купол. По заключению специальной комиссии причиной тому послужила поспешная кладка подпружных арок и барабана главного купола, которая велась без достаточной просушки известкового раствора.

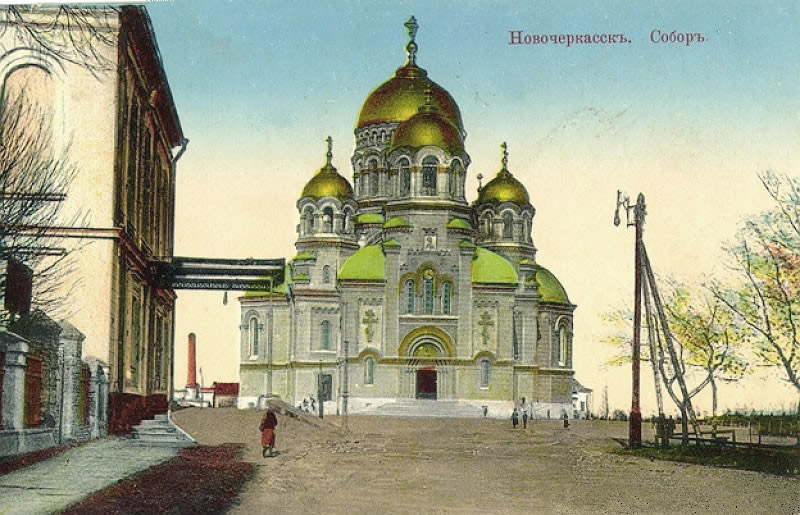
Площадь Ермака на дореволюционной открытке

Третий проект храма в нововизантийском стиле войсковое правление поручило составить А. А. Ященко, хорошо зарекомендовавшему себя в предыдущих постройках. Недостроенный собор был разобран до основания и для нового храма значительно углублен котлован. Бутовая кладка фундамента была окончена в 1892 году. В 1893 году А. А. Ященко скоропостижно скончался и руководителем строительства был назначен его помощник - епархиальный архитектор И. П. Злобин, а завершил возведение собора военный инженер К. X. Лимаренко. Он же внес и конструктивные изменения в проект, заменив с целью уменьшения нагрузки на основание обычный кирпич на пустотелый, кирпичные своды - железобетонными, по «системе Монье». Помощниками его были архитекторы С. И. Болдырев и Г. М. Сальников. Работы по возведению и оформлению собора завершились в 1904 году. В 1905 году храм был освящён. 
Идея поставить памятник Ермаку в Новочеркасске зародилась в 1870 году. Вначале статуя была заказана скульптору М. М. Антокольскому, который изваял её в 1888 году. При всех достоинствах этого произведения скульптору все же не удалось добиться монументального образа, и по этой причине его проект был отклонен (скульптура ныне хранится в Русском музее). В том же году к работе приступил скульптор М. О. Микешин, а после его смерти (1896) работу продолжил В. А, Беклемишев, который и завершил многолетний труд по созданию монумента. Торжественное открытие памятника Ермаку состоялось 6 мая 1904 года.
Окончательное завершение исторического облика соборной площади связано с сооружением на противоположной её стороне памятника Якову Петровичу Бакланову. В 1911 году почти без изменения памятник Я. П. Бакланову был перевезен из Петербурга в Новочеркасск и установлен на соборной площади.
В 2005 году в честь 200-летней годовщины города, на площади был открыт Памятник Примирения и Согласия, символизирующий память о трагических событиях Гражданской войны.

## Ансамбль площади

### Вознесенский собор
Собор представляет собой крестчатое в плане сооружение с граненой апсидой, поэтажным архитектурным членениям, гармонично найденным пропорциям главного купола и боковых глав. Главный купол, венчающий собор, облегчен венцом больших и малых окон. Колокольня, так же как и барабаны малых главок, имеет широкие проемы звона. Уникально и внутреннее устройство собора. Он состоит из трех основных частей: главной церкви и двух подвалов — верхнего и нижнего. Обширное подкупольное пространство наполненно светом (диаметр барабана — 17 м). 

### Памятник Ермаку

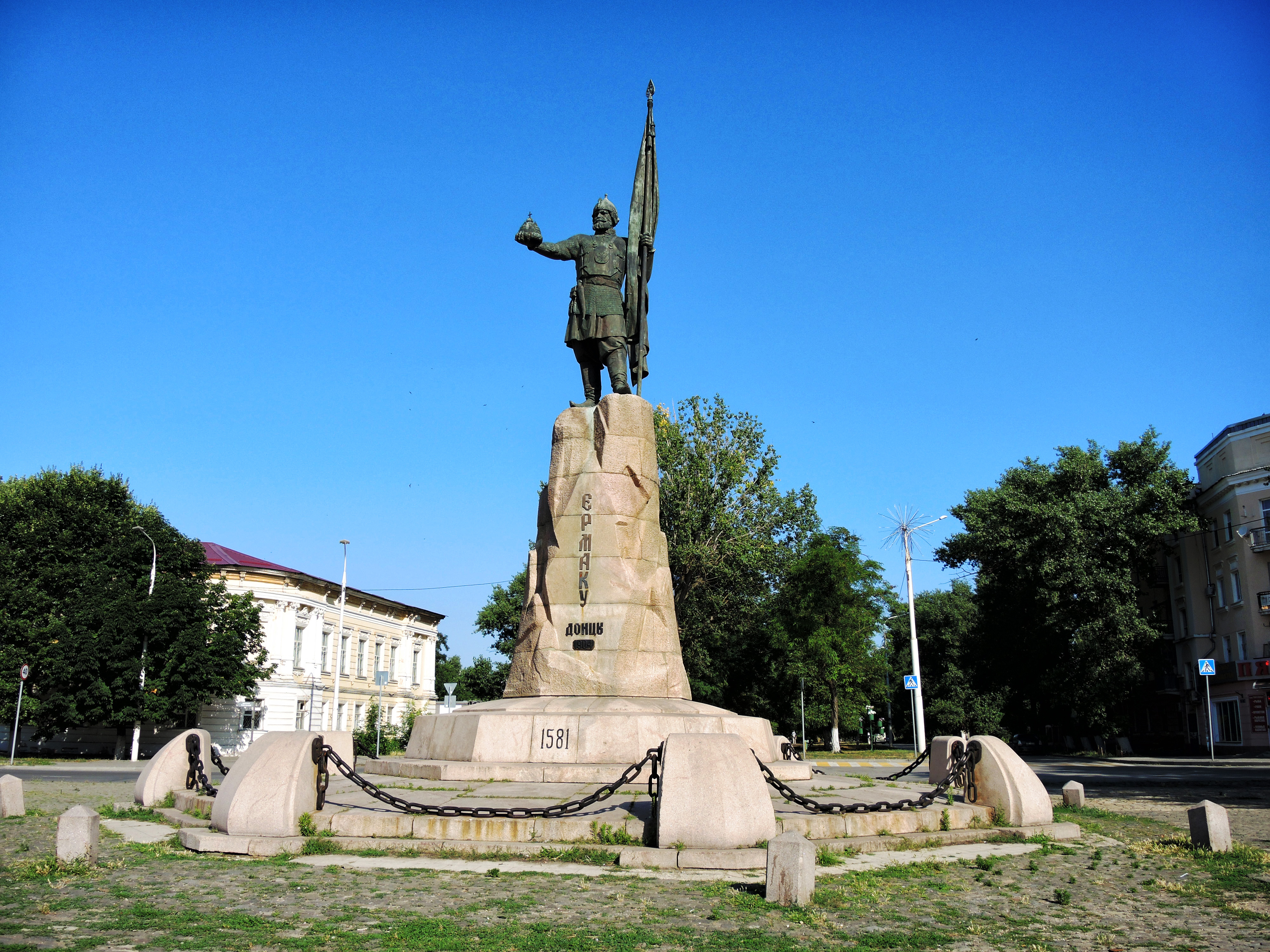
Памятник Ермаку

Бронзовая четырехметровая фигура Ермака отлита на литейной фабрике А. Марана в Петербурге, поставлена на гранитной скале, служащей ей ступенчатым пьедесталом. В левой руке Ермак держит боевое знамя, в правой — корону покоренного им Сибирского царства (Сибирскую шапку). Поверх одежды кольчуга с золотой гривной, по преданию — дар царя Ивана Грозного. Памятник включён в перечень объектов культурного наследия России.

### Памятник Я. П. Бакланову

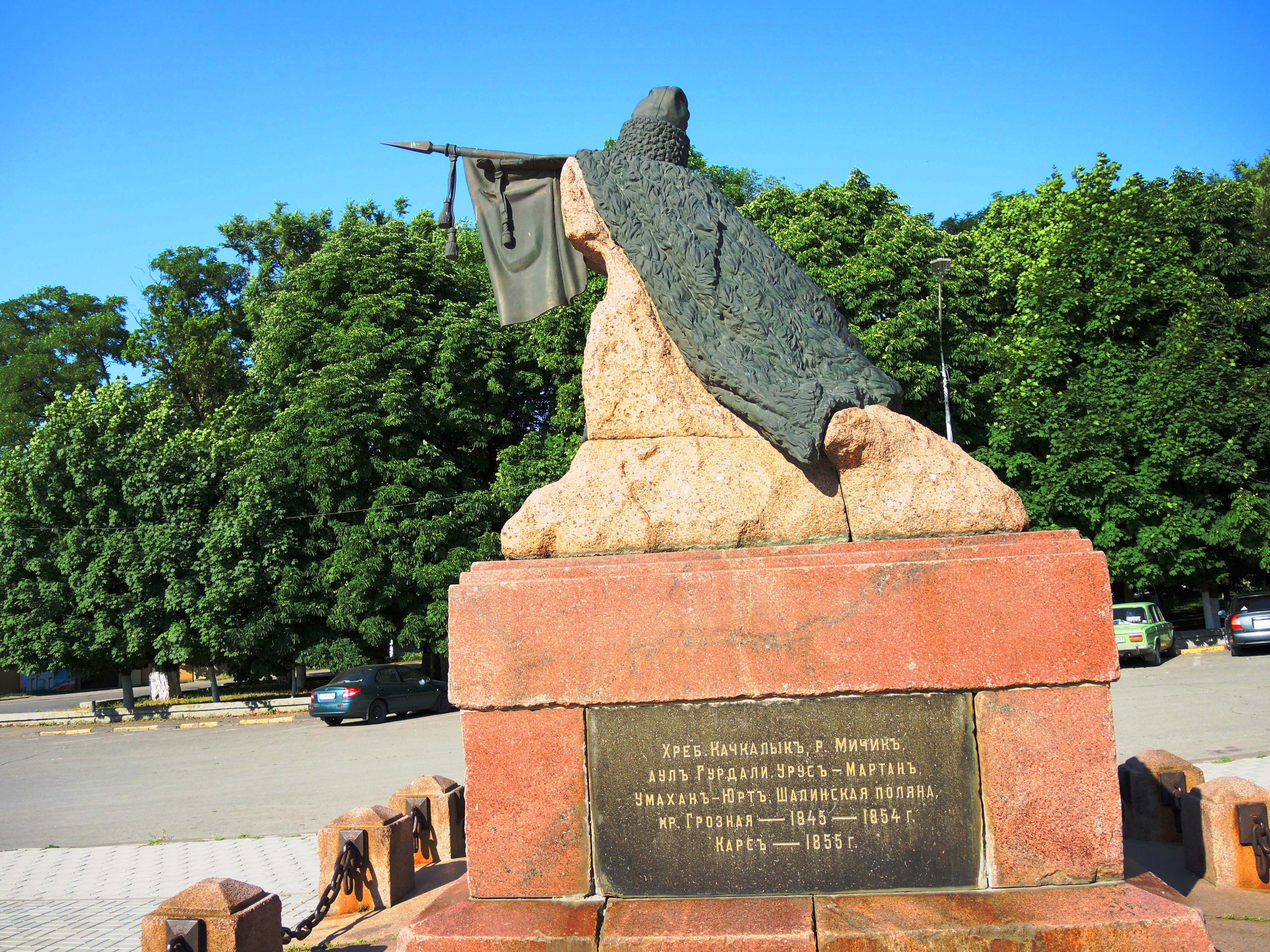
Памятник Я. П. Бакланову

Памятник Я. П. Бакланову представляет собой скалу из неполированного красного гранита, отделанного внизу «путиловской плитой». На скалу была наброшена бурка, из-под которой видна шашка боевого генерала и значок на сломанном древке склоненного знамени. Сверху бурки лежит папаха. Бурка, папаха, значок и шашка были сделаны из темно-зеленой бронзы, детали - позолочены. С передней стороны врезан бронзовый медальон с надписью: «Войска Донского генерал-лейтенант Яков Петрович Бакланов, родился в 1809 г., умер в 1873 г., окт. 18-го».

### Памятник Примирения и Согласия

Памятник Примирения и Согласия

Скульптурная композиция состоит из большого православного креста, около которого полукругом расположились 12 камней, на каждом из которых высечено название прославленного казачьего войска. Справа от креста лежат казачья фуражка, башлык и шашка, а слева – винтовка и будёновка красноармейца. Напротив креста расположена фигура казачки, протянувшей в мольбе руки, а перед ней – скульптура казачонка. По замыслу скульптора А. А. Синарина и архитектора И. А. Жукова памятник должен символизировать единение всех казаков мира и их примирение с врагами — красногвардейцами.